# Der Kürbis
Der Kürbis, englischer Originaltitel The Custody of the Pumpkin, ist eine Kurzgeschichte des britisch-amerikanischen Schriftstellers P. G. Wodehouse aus der Blandings Castle-Saga. Die Kurzgeschichte erschien erstmals am 29. November 1924 in der US-amerikanischen Saturday Evening Post und in der Dezemberausgabe des britischen Magazins The Strand desselben Jahres. Die Geschichte mit dem verschusselten Lord Emsworth als Protagonisten wurde 1935 in dem Wodehousesammelband Herr auf Schloss Blandings aufgenommen, obwohl sie in der erzählerischen Logik zwischen Ein Lord in Nöten (Ersterscheinungsjahr 1923) und Sommerliches Schlossgewitter (Ersterscheinungsjahr 1929) liegt. 

## Handlung
Lord Emsworth steht auf dem Eckturm des Westflügels von Blandings Castle und genießt die Morgensonne. Er hat ein neues Spielzeug erworben – ein Teleskop ist am Vortag aus London geliefert worden. Nachdem Lord Emsworth ausgiebig eine seiner Kühe durch das Teleskop betrachtet hat, gerät ihm zufällig sein jüngster Sohn Freddie vor die Linse. Ähnlich wie seine zahlreichen Tanten ist Freddie ein steter Wermutstropfen in Lord Emsworths geruhsamem Leben: 

„Anders als der männliche Dorsch, der alljährlich Vater von drei Millionen Fünfhunderttausend kleinen Dorschen werden und sie alle gleich lieben kann, bringen es britische Aristokraten fertig, ihre jüngeren Söhne mit scheelem Blick anzusehen. Und Freddie Threepwood war einer jener jungen Söhne, die einen solchen Blick geradezu herausforderten. Dem Familienoberhaupt schien es, als hätte er diesen Nachkommen nur zu seinem steten Verdruss gezeugt. Wenn er ihn allein in London leben ließ, häufte dieser Nichtsnutz in Nu einen Schuldenberg an, und wenn er ihn nach Schloss Blandings zurückholte, lungerte er untätig auf dem Anwesen herum und blies Trübsal. Ähnlich unterhaltsam muss Prinz Hamlet für seinen Stiefvater in Helsingör gewesen sein.“

Die auffallende Heiterkeit seines sonst so niedergeschlagenen Sohnes lässt Lord Emsworth das Teleskop länger auf seinem Sohn ruhen und er wird Zeuge, wie dieser unten auf der Wiese eine junge Frau trifft und küsst. Zwar wünscht sich Lord Emsworth schon lange, dass ein nettes und wohlanständiges Mädchen aus guter Familie ihn von Freddie befreit – aber es ist jenseits seiner Vorstellung, dass ein Mädchen, das diesen Vorstellungen entspricht, freiwillig seinen Sohn auf Kuhwiesen trifft.
Kurz darauf stellt Lord Emsworth seinen Sohn zur Rede und der gesteht ihm, dass die geküsste Niagara "Aggie" Donaldson ist. Sie stammt aus den Vereinigten Staaten und verbringt einige Zeit ihrer Europareise bei Angus Mcallister, einem entfernten Cousin von ihr und gleichzeitig der Hauptgärtner auf Blandings Castle. Lord Emsworth hatte sich zwar schon viele unerfreuliche Gedanken über die Zukunft seines Sohnes gemacht, aber niemals war es ihm in den Sinn gekommen, dass er eines Tages den Kirchengang an der Seite einer Frau entlang schreiten könnte, die eine Verwandte seines Chefgärtners wäre.
Kurz darauf stellt Lord Emsworth seinen Chefgärtner zu Rede und verlangt von ihm, dass er das Mädchen zurücksende. Dieser weigert sich – Aggie zahlt ihm zwei Pfund pro Woche für die Unterkunft. Darauf stellt Lord Emsworth seinen Gärtner vor die Wahl: Entweder schickt er das Mädchen weg oder er muss seinen Dienst quittieren. McAllister ist jedoch stolzer Schotte, ein Mann, dem die Schlacht von Bannockburn stets im Gedächtnis ist und der sich bewusst ist, ein Abkömmling des Landes von William Wallace und Robert the Bruce zu sein. Er quittiert den Dienst.
Kaum hat McAllister seinen Dienst quittiert, wird Lord Emsworth bewusst, welche einschneidenden Folgen dies für ihn hat – wer würde sich jetzt um den Kürbis kümmern?

„Die Bedeutung, die der Kürbis für Lord Emsworth hatte, bedarf vielleicht einer Erklärung. Jede alte Adelsfamilie hat in der Geschichte ihres Ruhmes hier und da eine kleine Lücke aufzuweisen, und die Familie von Lord Emsworth war keine Ausnahme. Seit vielen Generationen hatten seine Vorfahren bemerkenswerte Taten vollbracht. Sie hatten Staatsmänner und Krieger, Gouverneure und Volksführer in die Welt geschickt, aber wie großartig sich auch die Erfolgschronik der Familie anhören mochte, die Tatsache bestand leider, dass nie ein Earl von Emsworth auf der Landwirtschaftsausstellung von Shrewsbury den ersten Preis für Kürbiszucht gewonnen hatte. Für Rosen, ja. Auch für Tulpen. Aber nicht für Kürbisse. Darunter litt Lord Emsworth sehr.“

Robert Barker, der zweite Gärtner auf Blandings Castle, wird die Pflege des Kürbis anvertraut, mit dem Lord Emsworth dieses Jahr den ersten Preis für Kürbiszucht erringen will, nachdem sein Nachbar, Sir Gregory Parsloe-Parsloe drei Jahre in Folge den Wettbewerb für sich entscheiden konnte. Nach einer Woche sehnt sich Lord Emsworth bereits nach Mcallister zurück – der Kürbis scheint Gewicht zu verlieren und Lord Emsworth kann den furchtbaren Gedanken nicht von sich weisen, dass er vielleicht sogar schrumpfe. Dieser Gedanke verfolgt ihn bis in seine Träume: In einem Alptraum führt er den englischen König Georg zu seinem Kürbis, verspricht ihm den Anblick seines Lebens und als sie vor dem Kürbis stehen, ist dieser auf die Größe einer Erbse zusammengeschrumpft. 
Butler Beach ist in der Lage, Lord Emsworth die neue Londoner Adresse von Angus McAllister zu beschaffen. Die telegrafische Aufforderung, sofort nach Blandings Castle zurückzukehren, wird von dem stolzen Mcallister jedoch mit einem scharfen Ich denke nicht daran beantwortet. Notgedrungen macht sich Lord Emsworth auf nach London, das er mit seinem Dreck und seinem Lärm hasst, um dort einen neuen Chefgärtner zu finden. Keine der Agenturen kann Lord Emsworth jedoch einen Mann vermitteln, der an die Qualitäten eines Angus Mcallister heranreicht. Nachdem Lord Emsworth drei Tage lang vergeblich mögliche Kandidaten interviewt hat, erfährt er auch noch, dass sein Sohn gerade dabei ist, mit Aggie Donaldson durchzubrennen. Trost sucht Lord Emsworth im Kensington Gardens, wo er vor einem Tulpenbeet in solch trancegleiche Verzückung gerät, dass er sich zwei Tulpen pflückt. Weder der Parkwächter noch ein herbeigeeilter Polizist sind bereit, den ausweislosen alten Herrn mit seiner abgeschabten Tweed-Kleidung und dem verbeulten Hut als Lord Emsworth zu akzeptieren. Eine Menschentraube bildet sich, die sich an der Auseinandersetzung zwischen Lord Emsworth, dem Parkwächter und dem Polizisten ergötzen – in dem Moment kommt zufällig auch McAllister vorbei, für den Kensington Gardens nicht weniger ein Zufluchtsort ist als für seinen ehemaligen Arbeitgeber. Er bestätigt, dass es sich bei dem so schäbig gekleideten Mann um Lord Emsworth handelt. Der Mann in Begleitung von Angus Mcallister stellt sich Lord Emsworth als Donaldson vor, Vater der jungen Frau, mit der Freddie gerade durchgebrannt ist. Anders als Lord Emsworth freut sich Donaldson für das junge Paar. Lord Emsworths Sorge, dass er mit Freddies Ehefrau nun eine weitere mittellose Person durchfüttern muss, kann Donaldson auch beseitigen. Donaldson ist in den Vereinigten erfolgreicher Hundekuchenfabrikant und plant Freddie in seiner Firma zu beschäftigen. Lord Emsworth kann sich zwar bis auf die Rolle eines Vorkosters für Freddie keine Tätigkeit in einer solchen Hundekuchen-Firma vorstellen, die dieser sinnvoll ausfüllen könnte, ist aber erleichtert darüber, dass dies bedeutet, dass Freddie zukünftig dreitausend Meilen entfernt von Blandings Castle leben wird. In seinem glücklichen Überschwang schafft Lord Emsworth auch McAllister zur Rückkehr zu bewegen. Versöhnt durch ein verdoppeltes Gehalt wird dieser sich wieder um den Kürbis kümmern. 
Kurz darauf gratuliert Sir Gregory Parsloe-Parsloe Lord Emsworth zum ersten Preis für Kürbiszucht, während Lord Emsworth gedankenverloren vor der großen Kiste steht, in dem der Kürbis liegt.

## Fernsehen
Die Kurzgeschichte wurde zweimal von der BBC für das Fernsehen adaptiert. Erstmals zu sehen war Der Kürbis im Rahmen einer Wodehouse-Serie im Jahre 1967 als zweite von insgesamt sechs halbstündigen Episoden. Ralph Richardson spielte in dieser Episode Lord Emsworth und Stanley Holloway den Butler Beach. 
Die zweite Fernsehadaption stammt aus dem Jahre 2014, als die BBC eine Blandines-Serie ausstrahlte. In dieser spielte Timothy Spall Lord Emsworth, Robert Bathurst war in der Rolle von Sir Gregory Parsloe-Parsloe zu sehen und Time Vine spielte den Butler Beach.

## Trivia
- Lord Emsworths Leidenschaft für Kürbisse, mit denen er Erfolg bei der Landwirtschaftsausstellung von Shrewsbury erringen will, wird bald von einer Leidenschaft für Berkshire-Schweine abgelöst. Zum Lieblingsschwein avanciert die Kaiserin von Blandings, um die sich eine wechselnde Mannschaft von Schweinehütern kümmert und die nicht weniger temperamentvoll sind als der schottische Chefgärtner Mcallister. Gegenspieler von Lord Emsworth bleibt Sir Gregory Parsloe-Parsloe, der diese Leidenschaft gleichfalls für sich entdeckt. Gemeinsam mit seinem jüngeren Bruder, dem Ehrenwerten Galahad Threepwood verdächtigt Lord Emsworth in Romane wie Sommerliches Schlossgewitter und Schwein oder Nichtschwein diesen so mancher finsteren Machenschaft, während Lady Constance stets bemüht ist, ein nachbarschaftlich-freundschaftliches Verhältnis zu Sir Gregory aufzubauen.
- Freddie Threepwood entwickelt sich in den nachfolgenden Geschichten zu einem wertvollen Marketingexperten für Hundekuchen und versucht in dem Roman Vollmond über Blandings Castle den Hundekuchen auch in Großbritannien populär zu machen.

## Ausgaben
- Blandings Castle and Elsewhere (1935)
  - Herr auf Schloss Blandings, Wilhelm Goldmann Verlag, München 1976, ISBN 3-442-03418-3. Übersetzung von Annemarie Arnold-Kubina.

## Einzelbelege
1. ↑   P. G. Wodehouse: Der Kürbis in Herr auf Schloss Blandings, S. 8. Übersetzt von Annemarie Arnold-Kubina.
2. ↑   P. G. Wodehouse: The Custody of the Pumpkin in The World of Blandings (Sammelband), S. 270.
3. ↑   P. G. Wodehouse: Der Kürbis in Herr auf Schloss Blandings, S. 12. Übersetzt von Annemarie Arnold-Kubina.
4. ↑   P. G. Wodehouse: The Custody of the Pumpkin in The World of Blandings (Sammelband), S. 272.
5. ↑   P. G. Wodehouse: The Custody of the Pumpkin in The World of Blandings (Sammelband), S. 284.